# BV Veendam
O SportClub Veendam foi um clube de futebol holandês da cidade de Veendam. Foi fundado em 4 de setembro de 1894 e jogava a Eerste Divisie. Mandava seus jogos no estádio De Langeleegte, com capacidade para 6.500 pessoas.Em Abril de 2013, declara falência.